# Discografía de 31 minutos
Discografía de la banda de la serie de televisión chilena 31 minutos, la cual consiste en cuatro álbumes de estudio, uno en directo, dos recopilatorios y un tributo. El grupo está formado por Álvaro Díaz, Pedro Peirano, Daniel Castro, Guillermo Silva, Alejandra Dueñas, Patricio Díaz y Felipe Godoy en las voces, junto a Pablo Ilabaca en la guitarra eléctrica, Felipe Ilabaca en el bajo, Camilo Salinas en los teclados y Leonardo Corvalán en la batería. Sus primeros discos fueron editados bajo el sello discográfico La Oreja, para luego pasar por Feria Music y finalmente publicarlos de manera independiente.
Los orígenes de 31 minutos como grupo musical se remontan al 15 de marzo de 2003, cuando se estrenó por primera vez el programa de televisión en las pantallas de Televisión Nacional de Chile (TVN). Uno de los segmentos presentes en los capítulos era el Ranking Top, una clasificación musical conformada por canciones compuestas por el guitarrista del grupo de funk/rock Chancho en Piedra, Pablo Ilabaca, y el equipo realizador de la serie de televisión, formado por sus creadores Álvaro Díaz y Pedro Peirano, y los guionistas Rodrigo Salinas y Daniel Castro. Dichas canciones tuvieron alta rotación durante el año 2003, y se editaron en un disco titulado 31 minutos bajo el sello chileno independiente La Oreja. Este trabajo fue masterizado junto a diálogos de los episodios y personajes, e incluyó una hoja de pegatinas y los videos de las canciones «Lala», «Tangananica-Tangananá» y «Baila sin César». Salió al mercado chileno el 8 de julio de 2003, junto al estreno del último episodio de la primera temporada del programa; un recuento de las canciones presentadas durante el transcurso de la misma. En su primer día de venta, el disco agotó los 10 000 ejemplares disponibles —5 000 de los cuales se encontraban reservadas por las disquerías del país—, y lo hizo acreedor de un disco de oro a menos de 24 horas de su lanzamiento. Al terminar el año, el disco ya registraba alrededor de 140 000 copias vendidas, hecho que lo convirtió en uno de los discos más vendidos en Chile ese año.
El éxito obtenido con la primera temporada dio paso a la producción de una segunda, la que se estrenó el 20 de marzo de 2004 en TVN. De la mano con el nuevo ciclo se editó bajo el mismo sello el disco 31 canciones de amor y una canción de Guaripolo, cuyo primer sencillo radial fue una versión cumbia de la canción «Yo nunca vi televisión» —del disco anterior— interpretada por La Sonora de Tommy Rey. 31 canciones de amor y una canción de Guaripolo se lanzó el 28 de julio de 2004 en el Paseo Ahumada de Santiago, donde se proyectó en una pantalla gigante el episodio con el recuento de canciones de la segunda temporada. La producción fue certificada con un disco de oro y uno de platino en menos de dos semanas desde que salió a la venta, y paralelamente lideró el ranking de ventas de la Feria del Disco.
Para la composición de las canciones de la tercera temporada, Pablo Ilabaca integró al músico Angelo Pierattini, quien participó en las canciones «Parque de diversiones», «Mr. Guantecillo» y «Ratoncitos». El disco de esta temporada se bautizó Ratoncitos, y fue lanzado bajo el sello La Oreja durante noviembre de 2005. Ratoncitos incluye una colaboración con Buddy Richard, quien junto al personaje de Guaripolo interpreta la canción «Mala/Cielo» —un medley de la canción «Mala» del disco 31 canciones de amor y una canción de Guaripolo, y «Sunny» de Bobby Hebb—. Además del disco principal, la primera edición traía un minidisc con la pista adicional «Grandes muertos de la música reviven con los Ratoncitos». El álbum alcanzó disco de oro cerca de diciembre de 2005.
Una vez terminada la grabación de los episiodios de la tercera temporada, Díaz y Peirano tenían en mente realizar una película en la que se contara una historia sobre los personajes, pero más allá del estudio de un noticiero, así que la serie no fue renovada para una nueva temporada. La música incidental del largometraje fue encomendada a Pablo Ilabaca y Ángelo Pierattini. Durante el periodo de filmación de la película, el sello discográfico EMI adquirió los derechos de los tres primeros discos para distribuirlos en México, y en 2008 se publicó un boxset llamado 31 minutos, obras completas. En Chile, el periódico nacional La Tercera lanzó en 2007 una colección de diez discos musicales llamada TV clásicos infantiles de ayer y hoy, de la cual 31 minutos formó parte. El volumen en particular fue lanzado el 13 de agosto de ese mismo año, y recopilaba canciones de los tres discos editados bajo el sello La Oreja, además de cuatro versiones en portugués, correspondientes al doblaje brasileño de las dos primeras temporadas hecho para su emisión en Nickelodeon Latinoamérica.
Finalmente, 31 minutos fue llevado al cine bajo el título de 31 minutos, la película en Chile el 27 de marzo de 2008. En el DVD de la película se incluyeron dos canciones no utilizadas en el proyecto: «La gran Cachirula», una versión extendida del tema que la villana Cachirula —interpretada por Catalina Saavedra— intentaba cantar a lo largo de la película; y la maqueta de «El mar de la irresponsabilidad», una canción que no fue utilizada debido al alto costo que demandaba animar la escena en la que sería presentada. 31 minutos, la película ganó el premio Coral en el Festival de La Habana, sin embargo, no logró recaudar el dinero que costó producirla, lo que trajo por consecuencia un receso en la producción de nuevo material con relación al programa, salvo la creación de Las vacaciones de Tulio, Patana y el pequeño Tim, una producción derivada de 31 minutos estrenada en 2009 con un enfoque orientado al público preescolar. La música de este spin-off fue realizada una vez más por Ilabaca y Pierattini, pero también se integró al proyecto el músico y compositor chileno Pedropiedra, a quién Álvaro Díaz conoció durante 2007.
Desde el estreno de esta serie derivada, no se realizó ningún contenido relacionado con la franquicia, a excepción de algunas campañas propagandísticas que incluyeron a sus personajes. Al mismo tiempo, en México se desarrollaba la idea de un disco tributo a 31 minutos en manos de Ro Velázquez. El proyecto fue confirmado con el lanzamiento del sencillo «La regla primordial», interpretado por Rubén Albarrán y su esposa bajo el apodo de Tepetokio. Finalmente, el álbum se estrenó en diciembre de 2009 bajo el nombre de Yo nunca vi televisión, y fue distribuido bajo el sello Terrícolas Imbéciles en la república mexicana y el sur de Estados Unidos. Aplaplac por otro lado, a causa del terremoto ocurrido en Chile el mismo año, produjo una obra de teatro llamada Resucitando una estrella, con la finalidad de animar a los habitantes de las zonas más devastadas por el sismo. La puesta en escena no contó con músicos, ya que todo el audio estaba grabado. La primera vez que se interpretaron de manera oficial las canciones de 31 minutos en vivo fue el 15 de diciembre de 2011, durante una actuación sorpresa junto al cantautor chileno Jorge González y su banda.
31 minutos fue partícipe de la lista con los grupos que participarían en la segunda edición del festival Lollapalooza Chile, la cual se dio a conocer el 20 de noviembre de 2011. Tanto Díaz como Peirano manifestaron no estar de acuerdo con la invitación en un comienzo, pero tras haber sido convencidos por Juan Manuel Egaña, productor ejecutivo de Aplaplac en ese entonces, aceptaron. Se integrarían a la presentación todos los guionistas e intérpretes del programa original en sus respectivos roles, a excepción de Rodrigo Salinas, quien tras el estreno de 31 minutos, la película se dedicó a otros proyectos. Para la parte instrumental, se incorporaron Pedropiedra como baterista y Camilo Salinas en los teclados, junto a Pablo Ilabaca en la guitarra eléctrica y su hermano Felipe en el bajo. Asimismo, Pablo invitó a Rubén Albarrán para cantar «La regla primordial» en la ocasión, quien cedió encantado.
La participación en el festival Lollapalooza Chile daría comienzo a una serie de giras en vivo, como por ejemplo Gira mundial, un grupo de presentaciones realizadas en el Movistar Arena de Santiago y que más tarde serían editadas en un disco del mismo nombre. También serían partícipes de la edición 54 del Festival Internacional de la Canción de Viña del Mar. Durante 2012, Juan Manuel Egaña anunciaría el regreso de 31 minutos a la televisión con una cuarta temporada. Esta se estrenó el 4 de octubre de 2014, y su música fue compilada en el disco Arwrarwrirwrarwro, lanzado oficialmente el 12 de septiembre de 2015. El álbum ocupó el primer lugar entre los discos más descargados de PortalDisc en el mes de noviembre del mismo año.
En 2016 se lanzó una versión en estudio de «Canción de amor de Romeo y Julieta» (uno de los temas dentro del repertorio de su obra teatral Romeo y Julieta) como sencillo y el 10 de marzo de 2017 se estrenó por Internet «Minilolas», un sencillo escrito en colaboración con Fran Feuerhake por el Día de la Mujer. En 2018, Pedropiedra dejó de participar como baterista del grupo para dedicarse a su carrera solista, por lo que Leonardo Corvalán de Chancho en Piedra tomó su lugar. En ese año también se editó en un disco un concierto homenaje hacia el músico chileno Jorge González (realizado en 2015) con el nombre de Nada es para siempre, en el que se incluyó la participación de los personajes de 31 minutos interpretando dos canciones del artista.
Entre finales de 2018 y principios de 2019, Álvaro Díaz anunció que se hallaba componiendo canciones para un nuevo disco de 31 minutos, sin depender de una temporada televisiva. La primera en estrenarse fue «Ritmo sideral», el 11 de octubre de 2019. El 22 de noviembre del mismo año llegaría «Perro chico», y el 17 de enero de 2020 «Lucía, la sandía». Pedro Peirano revelaría días después del último estreno el lanzamiento de un nuevo sencillo en marzo, hecho que no llegó a cumplirse a causa de la pandemia de COVID-19. La misma les obligó a cancelar las presentaciones que agendaron en México durante marzo, tras haber participado en el Festival Vive Latino. En julio de 2020, Unicef lanzó junto a 31 minutos una serie de cortos titulada Cuarentena 31, en la que se abordaron diversos aspectos relacionados al confinamiento por el virus. De estos cortos se desprendió la canción «Primavera», escrita por Díaz con el objetivo de alegrar a las personas y dar un mensaje esperanzador. Tres años después, en 2023, se lanzó una nueva canción titulada «No te pierdas», realizada también con Unicef, con el fin de reforzar a los niños el interés por la escuela y el aprendizaje tras la pandemia.

## Álbumes

### Álbumes de estudio
| Título                                                              | Detalles del álbum | Certificaciones | Ref.   |
| ------------------------------------------------------------------- | --- | --------------- | ------ |
| 31 minutos                                                          | - Lanzamiento: 8 de julio de 2003 - Sello original: La Oreja - Formato: CD, CS, Descarga digital, LP - Ventas: +285.000 copias | 2× Platino .    | [ 60 ] |
| 31 canciones de amor y una canción de Guaripolo                     | - Lanzamiento: 28 de julio de 2004 - Sello original: La Oreja - Formatos: CD, CS, Descarga digital - Ventas: +20.000 copias    | Platino         | [ 12 ] |
| Ratoncitos                                                          | - Lanzamiento: noviembre de 2005 - Sello original: La Oreja - Formatos: CD, Descarga digital - Ventas: +10 000 copias          | Oro             | [ 61 ] |
| Arwrarwrirwrarwro (banda sonora original de la cuarta temporada)    | - Lanzamiento: 12 de septiembre de 2015 - Sello original: Aplaplac - Formatos: CD, Descarga digital, LP - Ventas: Desconocidas |                 |        |
| _                                                                   | |                 |        |
| "—" significa que el álbum no fue lanzado o no apareció en la lista | |                 |        |

### Álbumes en directo
- 2013 - Gira mundial (en vivo)

### Álbumes recopilatorios
- 2007- TV clásicos infantiles de ayer y hoy: 31 minutos
- 2008 - 31 minutos: obras completas

### Álbumes de tributo
- 2009 - Yo nunca vi televisión

## Sencillos
| Año  | Sencillo                                       | Álbum                                                | Ref.   |
| ---- | ---------------------------------------------- | ---------------------------------------------------- | ------ |
| 2009 | «La regla primordial»                          | Yo nunca vi televisión                               | [ 62 ] |
| 2010 | «Mi castillo de blanca arena con vista al mar» | Yo nunca vi televisión (reedición)                   | [ 63 ] |
| 2013 | «Mi mamá me lo teje todo»                      | Gira Radio Guaripolo                                 | [ 64 ] |
| 2016 | «Canción de amor de Romeo y Julieta»           | Sencillo homónimo (parte de la gira Romeo y Julieta) | [ 65 ] |
| 2017 | «Minilolas»                                    | Sencillo homónimo                                    | [ 66 ] |
| 2019 | «Ritmo sideral»                                | Cada uno como sencillo homónimo                      | [ 67 ] |
| 2019 | «Perro chico»                                  | Cada uno como sencillo homónimo                      | [ 68 ] |
| 2020 | «Lucía, la sandía»                             | Cada uno como sencillo homónimo                      | [ 69 ] |
| 2020 | «Desgracia ajena»                              | Presentación en el Festival Vive Latino (México)     | [ 70 ] |
| 2020 | «Primavera»                                    | Sencillo homónimo realizado junto a Unicef           | [ 71 ] |
| 2023 | «No te pierdas»                                | Sencillo homónimo realizado junto a Unicef           | [ 59 ] |

## Colaboraciones
| Año  | Canción                 | Álbum                | Notas                    | Ref.          |
| ---- | ----------------------- | -------------------- | ------------------------ | ------------- |
| 2018 | «Maldito Sudaca»        | Nada es para siempre | Tributo a Jorge González | [ 72 ] [ 73 ] |
| 2018 | «Muevan las industrias» | Nada es para siempre | Tributo a Jorge González | [ 72 ] [ 73 ] |